# The North Drift – Plastik in Strömen
The North Drift – Plastik in Strömen ist ein Dokumentarfilm von Steffen Krones, der Ende März 2022 beim Copenhagen International Documentary Film Festival seine Premiere feierte und am 27. Oktober 2022 in die deutschen Kinos kam.

## Inhalt

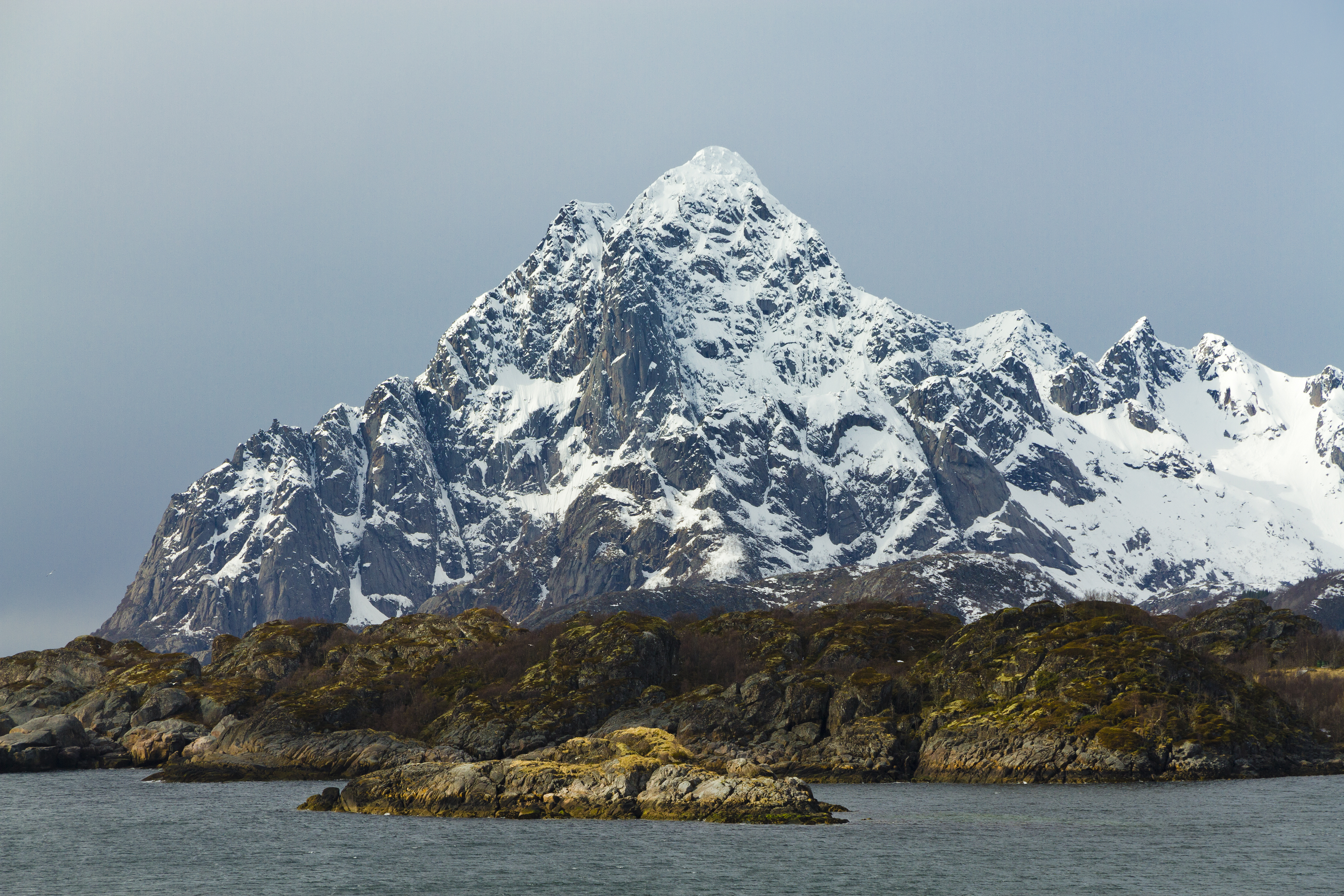
Nachdem der Regisseur Steffen Krones an der Küste einer Lofoten-Insel eine Flasche aus Deutschland fand, baute er GPS-Bojen und verfolgte diese auf ihrem Weg von Dresden in die Nordsee

Nachdem der Dresdner Steffen Krones an der Küste einer fast unzugänglichen Lofoten-Insel im Nordpolarmeer eine deutsche Bierflasche findet und sich wundert, wie diese dorthin kommt, beschließt er zurück in seiner Heimatstadt, der Sache auf den Grund zu gehen. 
Zusammen mit seinem Freund und Nachbarn, dem Ingenieur Paul Weiß, beginnt er mit dem Bau von GPS-Bojen, die er in die Elbe entlässt und sie auf ihrem Weg bis in die Nordsee begleitet. Auch Kris Jensen, ein Freund von Steffens, ist mit an Bord, der als Reiseleiter im Nordpolarmeer arbeitet. Mit seiner Arbeit will Jensen Touristen beibringen, die Schönheit der Natur zu schätzen und ihnen den Einfluss des Konsumverhaltens des Menschen auf diese entferne Region aufzuzeigen.

## Produktion
Regie führte Steffen Krones, der auch das Drehbuch schrieb. Für sein Projekt holte sich Krones die Unterstützung renommierter Wissenschaftler, die ihm erklärten, was mit dem Müll passiert, wenn er die Flüsse und Meere erreicht. Zu diesen zählten Melanie Bergmann und Lars Gutow vom Alfred-Wegener-Institut Helmholtz-Zentrum für Polar- und Meeresforschung. Sein Freund Kris Jensen, der ihn auf der Reise begleitete, ist ein Inuit aus Norwegen.
Die Weltpremiere erfolgte bei CPH:DOX, dem Copenhagen International Documentary Film Festival, wo der Film Ende März, Anfang April 2022 gezeigt wurde. Im August 2022 wurde er beim Open Air des Fünf Seen Filmfestivals vorgestellt. Mitte Oktober 2022 wurde er beim Internationalen Filmfestival Warschau gezeigt. Der Kinostart in Deutschland erfolgte am 27. Oktober 2022. Im Juni 2023 wurde er beim Internationalen Filmfest Emden-Norderney gezeigt. The North Drift wurde im Jahr 2023 zudem im Rahmen der SchulKinoWochen vorgestellt, so im März 2023 in Brandenburg und Bayern und im November 2023 in Berlin.

## Rezeption

### Kritiken
Christian Horn schreibt in seiner Funktion als Filmkorrespondent der Gilde deutscher Filmkunsttheater, dadurch dass sich Steffen Krones selbst in den Film einbringt, die Entstehung des Films kommentiert und oft im Bild zu sehen ist, liefere er gleich ein eigenes Making-of mit. Sinnig sei der individuelle Ansatz des Films, weil der Meeresmüll sich natürlich nicht in nackten Zahlen und Fakten erschöpfe, sondern letztlich die Menschen selbst betreffe. Der Werdegang des Regisseurs als Werbefilmer sei The North Drift im Guten wie im Schlechten anzumerken. Allzu anpreisend wirke beispielsweise die weihevolle Musik, die selten verstummt, und auch die abschließende Aneinanderreihung gleich mehrerer Appelle an die Gesellschaft und die Politik wirke dick aufgetragen. Überzeugend sei hingegen die Bildkomposition, darunter stimmungsvolle Aufnahmen von arktischen Sonnenuntergängen, und auch der kompakte Schnitt sei gelungen, besonders einige wortlose Montagen, die Müllimpressionen aus Stadtparks, von Straßen und Stränden mit Aufnahmen ferner Küsten verbinden.

### Auszeichnungen
Fünf Seen Filmfestival 2022
- Nominierung für den Preis von Anne und Alex Eichberger zum Schutz unseres Klimas[13]

One World International Human Rights Documentary Film Festival 2022
- Auszeichnung mit dem Publikumspreis[14]

Internationales Filmfestival Warschau 2022
- Nominierung im Dokumentarfilmwettbewerb[15]